# Partielle Gleichgewichtsanalyse
In der Wirtschaftswissenschaft spricht man von partieller Gleichgewichtsanalyse, wenn man nur den Markt betrachtet, der direkt betroffen ist.

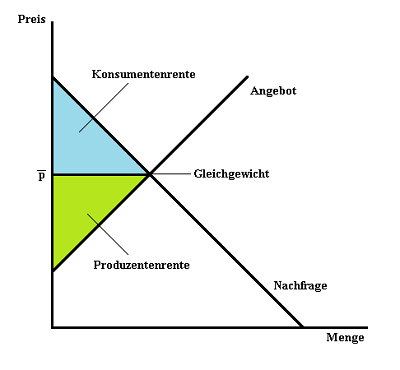
Graphik für Konsumentenrente, Produzentenrente, Angebot, Nachfrage und Gleichgewicht

Angebots- und Nachfragekurve werden dabei benutzt, um die Preis- und Mengenänderung darzustellen. Produzenten- und Konsumentenrente werden genutzt, um den Wohlfahrtseffekt auf die Marktteilnehmer zu messen. Eine partielle Gleichgewichtsanalyse ignoriert dabei entweder den Effekt auf anderen Industrien der Wirtschaft oder nimmt an, dass der behandelte Sektor sehr klein ist und daher keinen signifikanten Einfluss auf andere Industrien hat.

## Allgemeines

### Inhalt
George Stigler definiert das partielle Gleichgewicht folgendermaßen: „Ein partielles Gleichgewicht ist ein Gleichgewicht, das nur auf einem begrenzten Bereich von Daten basiert. Ein Standardbeispiel ist der Preis eines einzelnen Produkts, die Preise aller anderen Produkte werden während der Analyse fix gehalten.“
Das „Angebot und Nachfrage Modell“ ist ein „partielles Gleichgewicht Modell“, in dem die Räumung des Marktes unabhängig von den Preisen und den Mengen anderer Märkte erreicht wird. Die Preise aller Substitute und Komplemente, sowie das Einkommensniveau der Konsumenten, sind dabei konstant. Dies macht die Analyse viel einfacher als im allgemeinen Gleichgewichtsmodell, in welchem die gesamte Ökonomie betrachtet wird. Im Gegensatz zur partiellen Gleichgewichtsanalyse berücksichtigt die allgemeine Gleichgewichtsanalyse nämlich den Zusammenhang der In- und Exportsektoren und betrachtet dann die Auswirkungen der Maßnahmen auf mehrere Bereiche der Wirtschaft. Sie benutzt Angebotskurven um Gleichgewichte darzustellen und misst die Wohlfahrt mit aggregierten Wohlfahrtsfunktionen oder Indifferenzkurven.
Im partiellen Gleichgewicht ist der dynamische Prozess der, dass die Preise sich so einstellen, bis das Angebot der Nachfrage entspricht. Es ist eine wirksame und gleichzeitig einfache Technik, die die Analyse des Gleichgewichts, der Effizienz und der komparativen Statik, erlaubt. Dabei geht man von einigen Grundannahmen aus, die das Modell vereinfachen und daher deutlich besser steuerbar machen. Jedoch besteht die Gefahr, dass die Ergebnisse verzerrt werden und die realen wirtschaftlichen Phänomene fehlerhaft dargestellt werden.

### Geschichte
Erste Aufzeichnungen über die Idee eines wirtschaftlichen Gleichgewichts innerhalb einer Periode im allgemeinen Wirtschaftssystem stammen von Léon Walras. Jedoch war es der französische Ökonom Antoine Augustin Cournot und der englische Nationalökonom Alfred Marshall, die steuerbare Modelle zur Analyse von Wirtschaftssystemen entwickelten.

## Annahmen
- Der Preis des Gutes ist gegeben und für Konsumenten konstant.
- Präferenzen, Gewohnheiten und Einkommen der Konsumenten sind konstant.
- Die Preise der Produktionsfaktoren eines Gutes und von anderen abhängigen Gütern (Substitute oder Komplemente) sind bekannt und konstant.
- Die Industrie erhält zu einem bekannten und konstanten Preis, passend zu ihren Produktionsmethoden, leicht ihre Produktionsfaktoren.
- Preise von Produkten, die dem Produktionsfaktor bei der Herstellung helfen und Preise und Mengen von anderen Faktoren sind bekannt und konstant.
- Es liegt perfekte Mobilität der Produktionsfaktoren zwischen der Arbeit und den Standorten vor.

Die oben genannten Punkte beziehen sich auf einen Markt mit vollkommenen Wettbewerb, können aber auf monopolistische Konkurrenz, Oligopol, Monopol und Monopson ausgedehnt werden.

## Wann eine partielle Gleichgewichtsanalyse ausreichend ist
Wann gibt uns die Partielle Gleichgewichtsanalyse gute Antworten auf die Effekte von Veränderungen bei z. B. Steuern? Wann ist diese Analyse ausreichend genau?
Die partielle Gleichgewichtsanalyse ist dann ausreichend, wenn die Rückwirkungen von anfänglichen Maßnahmen so gering sind, dass man sie vernachlässigen kann, ohne damit die Analyse zu verfälschen. Das ist z. B. der Fall, wenn Personen ihre Nachfrage weg von einem besteuerten Gut hin zu unzählig anderen Gütern verschieben. Die Preise all dieser Güter verändern sich nur ein klein wenig. Die Gesamtnachfrage der anderen Güter kann vernachlässigt werden, da die Preisänderung der anderen Güter nur einen sehr geringen Effekt auf die Angebots- und Nachfragekurve der analysierten Industrie hat.
Unter diesen Umständen kann die partielle Gleichgewichtsanalyse gute Annäherungswerte für künftige Entwicklungen bringen.
Weil die Ausgaben für Zigaretten nur einen kleinen Teil des individuellen Einkommens darstellen, wird die Erhöhung der Preise nur einen kleinen Effekt auf das allgemeine Konsumverhalten haben. Obwohl die reduzierte Nachfragemenge nach Zigaretten die Gesamtnachfrage nach Arbeit leicht verändert, ist dieser Effekt so klein, dass er keine wirkliche Auswirkung auf die Löhne haben wird. Auch wird die Steuer kaum einen Effekt auf die Kapitalrendite haben.

## Anwendungen
Die partielle Gleichgewichtsanalyse kann bei vollkommenen Wettbewerb, monopolistischer Konkurrenz, Oligopol, Monopol und Monopson angewendet werden. Im vollkommenen Wettbewerb werden folgende Anwendungen verwendet.
Ein Konsument befindet sich im Gleichgewicht, wenn er seine Wohlfahrt maximierenden, aggregierten Ausgaben erreicht, welche er von bestimmten Bedingungen in Bezug auf seine Präferenzen, Einkommen, Preis und Angebot der Waren etc. abhängig macht.
Ein Produzent befindet sich im Gleichgewicht, wenn er seinen Gewinn maximiert.
Ein Unternehmen befindet sich im Gleichgewicht, wenn es keinen Anreiz hat, seine Produktion zu ändern.
Eine kurzfristige partielle Gleichgewichtsanalyse auf einem vollkommenen Markt ist durch einen Preis sowie die verkauften nutzenmaximalen Mengen und die angebotenen gewinnmaximalen Mengen definiert, wobei die Summe der Verkäufe gleich der Summe der Käufe ist.
Kurzfristige Sicht: Grenzerlös = Grenzkosten
Algebraisch: {\displaystyle MR=MC}
Im Marktgleichgewicht: {\displaystyle D(p)=S(p)}, wobei {\displaystyle D(p)} Nachfrage der Konsumenten und {\displaystyle S(p)} Angebote der Produzenten darstellt.
Bei der langfristigen partiellen Gleichgewichtsanalyse besitzt der Markt viele potenziell aktive Unternehmen, die eine gleiche Technologie und deshalb eine gleiche Kostenstruktur haben.
Konsequenz:
- Im langfristigen partiellen Gleichgewicht machen alle aktiven Unternehmen Null-Gewinne.
- Im langfristigen partiellen Gleichgewicht produzieren alle Unternehmen mit der optimalen Betriebsgröße, d. h. die Stückkosten werden bei jedem Faktoreinsatz minimiert.
- Der langfristige Gleichgewichtspreis entspricht den langfristigen minimalen Stückkosten.

Langfristige Sicht: Langfristigen Grenzkosten = Grenzerlös = Durchschnittlicher Erlös = langfristige Durchschnittskosten
Algebraisch: {\displaystyle LMC=MR=AR=LAC}
Ein Gleichgewicht in einer Branche stellt sich ein, wenn ein normaler Profit durch die Branche erreicht wird. Das ist der Fall, wenn keine neue Firma in die Branche ein- oder austreten will.
Im Markt gibt es immer nur einen Preis für jedes Produkt. Die Menge der Güter, die von den Käufern erworben werden, entspricht der gesamten Menge, die von verschiedenen Unternehmen produziert wird. Alle Unternehmen produzieren daher bis {\displaystyle MR=MC} erreicht ist und verkaufen das Produkt zum Marktpreis.
Produktionsfaktoren, d. h. Land, Arbeit, Kapital und Unternehmer sind im Gleichgewicht, wenn sie so hoch bezahlt werden, dass das Einkommen maximiert wird. Hier gilt Preis = Grenzprodukt.
Bei diesem Preis gibt es keinen Anreiz nach einer anderen Beschäftigung zu suchen.
Die Menge von Faktoren, die die Eigentümer verkaufen wollen, sollte gleich sein mit der, die die Unternehmer bereit sind zu verleihen.

## Beschränkungen
- Die partielle Gleichgewichtsanalyse ist auf einen bestimmten Markt beschränkt.
- Es ist nicht möglich, die Verflechtungen alle Teile der Ökonomie zu untersuchen.
- Ohne Berücksichtigung der Annahmen, die die Untersuchung eines bestimmten Marktes vom Rest der Wirtschaft abtrennen, wird die partielle Gleichgewichtsanalyse scheitern.
- Die partielle Gleichgewichtsanalyse ist nicht geeignet, die Folgen wirtschaftlicher Unruhen in Märkten zu erklären, die zu Nachfrage- und Angebotsänderungen, der Bewegungen zwischen einem Markt und einem Anderen und damit Wellen der Veränderung zweiten und dritten Grades im ganzen Markt auslösen.

## Unterschiede zwischen Partiellem und Allgemeinem Gleichgewicht
| Partielles Gleichgewicht | Allgemeines Gleichgewicht |
| --- | --- |
| Entwickelt von Alfred Marshall Auf eine Variable bezogen Auf zwei Annahmen basierend - Ceteris Paribus - Andere Märkte sind durch den Wandel in einem Markt nicht betroffen Alles andere ist konstant, der Preis eines Gutes ist fest | Als erstes von Léon Walras entwickelt. Mehr als eine Variable oder die ganze Wirtschaft wird in Betracht gezogen Es basiert auf der Annahme, dass verschiedene Sektoren in gegenseitiger Abhängigkeit stehen Es gibt Veränderungen in einem Sektor, aufgrund einer Veränderung in einem anderen Preise von Gütern bestimmen sich gleichzeitig und gegenseitig Deshalb sind alle Produkt- und Faktormärkte gleichzeitig im Gleichgewicht |